# Chiché (kommunhuvudort)
Chiché är en kommunhuvudort i Guatemala.   Den ligger i departementet Departamento del Quiché, i den centrala delen av landet, 70 km nordväst om huvudstaden Guatemala City. Chiché ligger 2 004 meter över havet och antalet invånare är 2 406.
Terrängen runt Chiché är kuperad österut, men västerut är den platt. Runt Chiché är det tätbefolkat, med 331 invånare per kvadratkilometer. Närmaste större samhälle är Chichicastenango, 10,0 km sydväst om Chiché. I omgivningarna runt Chiché växer i huvudsak blandskog.